# 라사냐
라사냐(이탈리아어: lasagna, 복수: lasagne 라사녜[*])는 이탈리아의 파스타이다.
넓고 납작한 판 형태의 파스타로 주로 치즈, 토마토소스와 잘 어울린다. 라자냐를 층층이 깔고 사이사이에 고기, 생선, 채소 등을 채워 요리하며 치즈의 종류에 따라 여러 형태로 만들어진다. 나폴리에서는 모차렐라 치즈를 주로 사용하고 볼로냐에서는 파마쟌 치즈를 주로 사용한다.

## 유래
단어 lasagna는 원래 음식 자체가 아니라 냄비를 가리키는 말이었다.
이탈리아에서 라사냐가 유래했다고는 하지만 라사냐라는 단어는 그리스어 λάσανα에서 유래했으며 삼발이나 냄비를 세우는 도구라는 뜻이다.. 로마인들은 후에 "lasanum"를 차용하면서 라틴어로 요리냄비를 뜻하게 된다.
다른 설은 그리스어 λάγανον (laganon) 즉 파스타 반죽을 만드는 과정에서 만든 것을 의미하는 단어를 썼다고 주장하기도 한다.
영국에서 쓰여진 요리책에는 라사녜 알 포르노의 요리법이 브리튼 제도에서 출현했다고 말하기도 했다. 이 주장은 여러 소문처럼 퍼졌는데 주영 이탈리아 대사관에서는 이에 대해 일축했다.